# (1312) Vassar
(1312) Vassar – planetoida z pasa głównego asteroid okrążająca Słońce w ciągu 5 lat i 157 dni w średniej odległości 3,09 au. Została odkryta 27 lipca 1933 roku w obserwatorium w Williams Bay przez George’a Van Biesbroecka. Nazwa planetoidy pochodzi od Vassar College, gdzie amerykańska astronomka Maud Worcester Makemson obliczyła jej orbitę. Przed nadaniem nazwy planetoida nosiła oznaczenie tymczasowe (1312) 1933 OT.